# Allées Paul-Feuga
Les allées Paul-Feuga (en occitan : alèas Pau Feuga) sont une voie publique de Toulouse, chef-lieu de la région Occitanie, dans le Midi de la France. Elles se situent à la limite du quartier des Carmes dans le secteur 1 - Centre, au nord, et le quartier Saint-Michel dans le secteur 5 - Sud-Est, au sud.

## Situation et accès

### Voies rencontrées
Les allées Paul-Feuga rencontrent les voies suivantes, dans l'ordre des numéros croissants (« g » indique que la rue se situe à gauche, « d » à droite) :
1. Pont Saint-Michel
2. Boulevard du Maréchal-Juin (d)
3. Rue de la Chaussée - accès piéton (g)
4. Rue des Menuisiers - accès piéton (d)
5. Rue Caussade - accès piéton (d)
6. Rue des Sabots (d)
7. Avenue Maurice-Hauriou (g)
8. Place du Parlement (g)
9. Espace Jean-Étienne-Duranti
10. Place Auguste-Lafourcade (d)

### Transports
Les allées sont desservies par la station Palais de Justice du métro  , du tramway    et des lignes de bus 1231.

## Histoire
Les allées Paul-Feuga suivent la même évolution que les allées Jules-Guesde, étant sa continuité directe.
Dans les années 1970 un autopont entre ces deux allées et passant par-dessus le carrefour avec la grande-rue Saint-Michel et la place du Parlement est construit. Le milieu de la voie est un accès routier au carrefour
En 1993, l'autopont est détruit pour laisser sa place à un tunnel à 2x2 voies. Il se trouvera au centre des allées, permutant donc avec les anciens autoponts.
En 2013, les allées vont être complètement remaniée avec l'arrivée du tramway. La partie centrale qui était jusqu'alors un tunnel suivi d'une large voie de circulation à 2x3 voies, laisse sa place aux voies du tram, placées sur de la verdure et longée par une piste cyclable. Les voies du nord et du sud, jusqu'alors des double-voies en sens-unique, laisse respectivement leur place à une route à double-sens jouxté d'une voie permettant le stationnement, et une zone piétonne.

## Patrimoine
- no  1 : maison Seube.  Inscrit MH (1981, façades et toitures ; escalier à balustres avec sa cage ; deux cheminées du rez-de-chaussée ; cheminée du 1er étage ; cheminée du 2e étage) et  Patrimoine XXe siècle[3]. 
La maison bénéficie d'un emplacement remarquable, visible depuis le pont Saint-Michel, s'élève à l'angle des allées Paul-Feuga et de la rue de la Chaussée. Les plans semblent avoir été dressés par l'architecte Joseph Rocher, aidé par le peintre Henri Rachou, et par la commanditaire elle-même, Mme Seube, et ses trois filles, anciennes élèves de l'école des Beaux-Arts de Paris. Elle forme un chef-d’œuvre de l'architecture éclectique de pastiche, modèle imaginaire de maison toulousaine, intégrant des éléments sculptés originaux. À la suite d'un incendie en 1980, la maison reste inhabitée pendant plusieurs années, et y gagne une réputation de maison hantée. Elle est cependant inscrite à l'inventaire supplémentaire des monuments historiques et restaurée. 
La maison présente un plan en L. La différence de niveaux entre les allées Paul-Feuga et la rue de la Chaussée permet la mise en place d'un important niveau de soubassement en assises de brique et galet. Au niveau des allées, la porte d'entrée proviendrait, d'après Paul Mesplé, d'une maison de Bruniquel. Elle est pourvue d'un encadrement en pierre sculptée de baguettes croisées et surmontée d'un arc en accolade couronné de pinacles et de choux frisés. Les différents niveaux sont percées de fenêtres caractéristiques des styles roman, gothique et Renaissance à Toulouse. Les fenêtres jumelées s'inspirent des formes de la fin du XIIIe siècle. Elles sont voûtées d'arcs outrepassés brisés qui retombent au centre sur une colonnette décorée d'une base et d'un chapiteau. De plus, celles du 1er étage sont surmontées d'un arc de décharge brisé et évidé d'un simple oculus rond. Les autres fenêtres sont inspirées des ouvertures du XVe siècle et ont des traverses et des linteaux en pierre, ornés d'un cordon mouluré se terminant par des culots sculptés. Le 2e étage est surmonté couronné de faux mâchicoulis. Le comble à surcroît est percé de mirandes. Les élévations sont surmontées d'un avant-toit soutenu par des aisseliers sculptés. À l'intérieur, les cheminées étaient faites avec des sarcophages de style paléochrétien, et les murs décorés d'inscriptions latines[4],[5],[6].

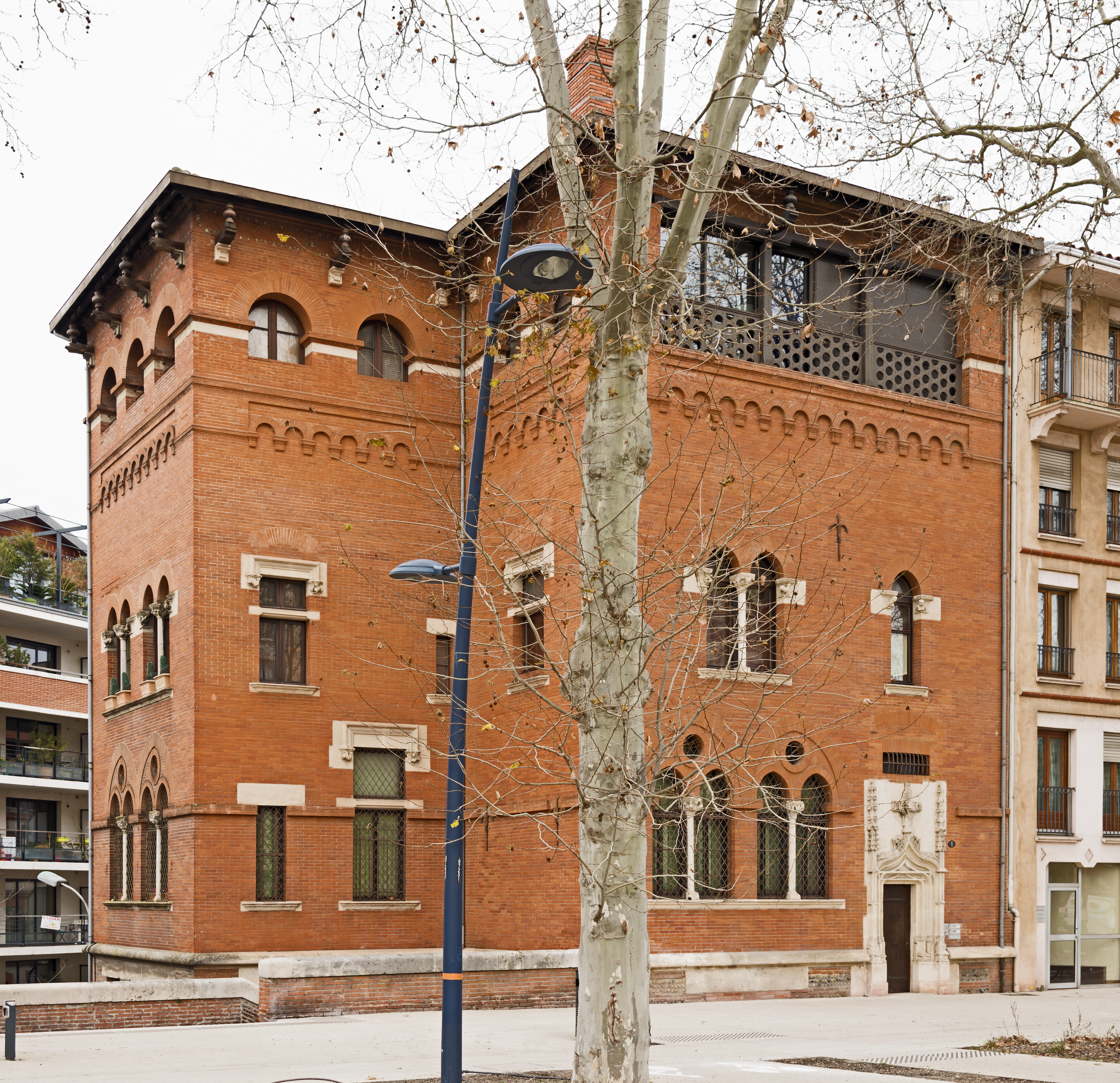
no 1 : la maison Seube.
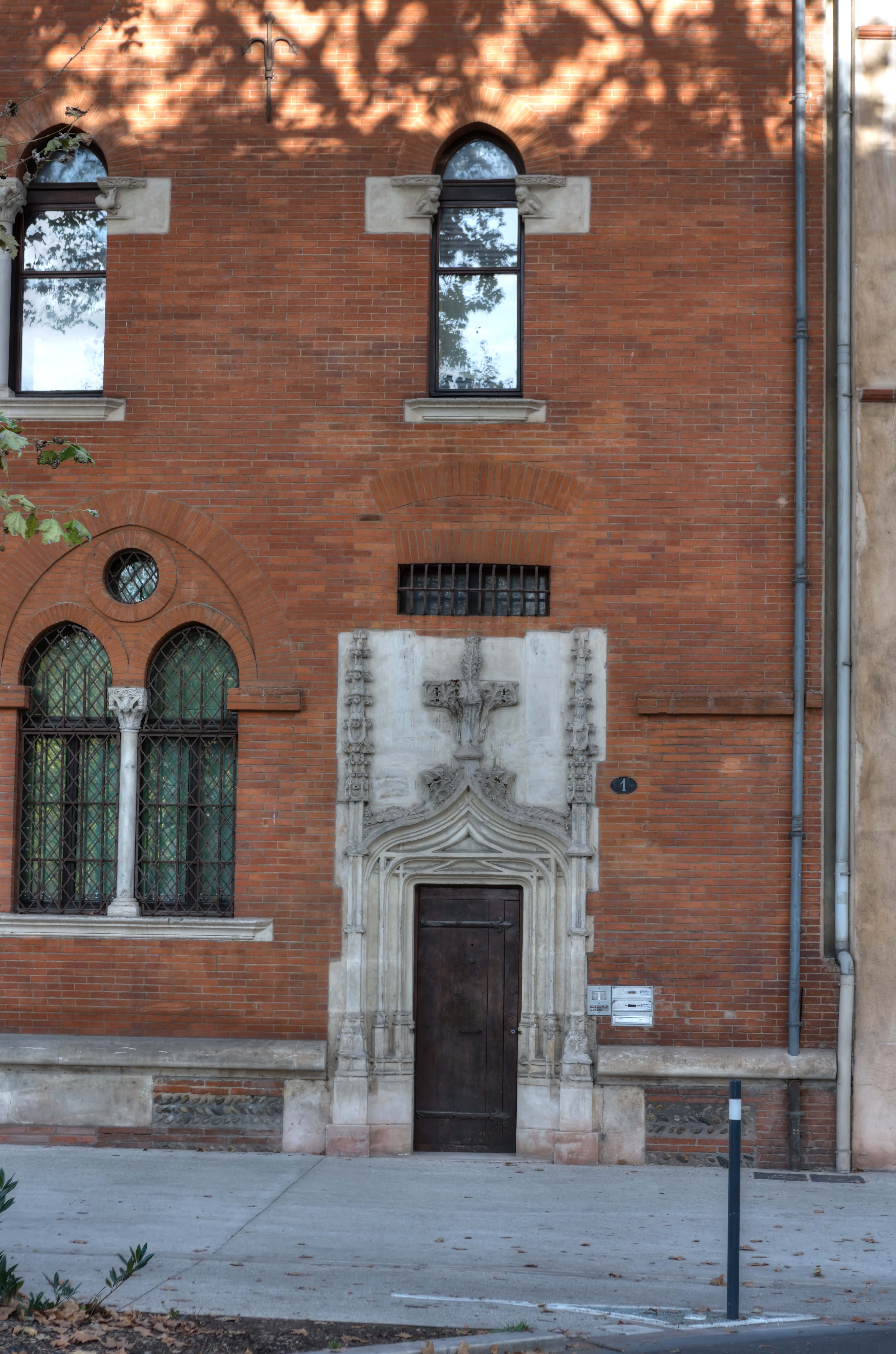
La porte de la maison Seube.

- no  2 : immeuble (1954, Pierre Glénat)[7].